# Daniel Ríos (meksykański piłkarz)
Daniel Armando Ríos Calderón (ur. 22 lutego 1995 w mieście Meksyk) – meksykański piłkarz występujący na pozycji napastnika, od 2024 roku zawodnik amerykańskiego Atlanta United.